# MAN SG 200 HO
MAN SG 200 HOは、西ドイツ（現：ドイツ）の自動車メーカーであるMANが展開したトロリーバス車両。同国の都市・ゾーリンゲンのトロリーバス（ゾーリンゲン・トロリーバス）向けに開発された連節式車両であった。

## 概要
1982年、ゾーリンゲン・トロリーバスを運営するシュタットベルケ・ゾーリンゲンは、1960年代から1970年代にかけて生産された「第2世代」と呼ばれるトロリーバス車両の置き換えを目的として、1982年にMANへ発注を実施した。その中で輸送力の高い連節式車両として導入されたのがSG 200 HOで、当初は14両が発注された後、翌1983年に7両が追加された。ただし、当時のMANが西ドイツに有していた工場にはトロリーバス車両を生産する設備が存在せず、実際の製造はMANの子会社であったオーストリアのグラーフ&シュティフトが担当した。
車体は西ドイツのバスの標準規格であった「VÖV標準バス」のうち1世代目にあたる「スタンダードバスI（Standardbus I、VÖV-I）」を基にしており、電気機器はキーペ製のものが採用された他、緊急時に備えてフォルクスワーゲン製のディーゼル発電機を備えていた。

## 運行
1984年から1985年にかけて合計21両（1 - 21）がゾーリンゲンのトロリーバスに導入されたが、1両（7、初代）は導入後間もない時期に火災で焼失したため、同番号の車両が代替として生産された。その後は長期に渡ってトロリーバスの主力車両として活躍したが、後継となるノンステップ車両の導入に伴い、2003年をもって営業運転を終了した。その後、後述する保存車両を除いた20両はボスニア・ヘルツェゴビナの首都・サラエヴォのトロリーバス（サラエヴォ・トロリーバス）へ譲渡されたが、こちらも2010年代以降廃車が進み、2019年までに全車とも営業運転を退いた。一方、ゾーリンゲンにはゾーリンゲントロリーバス博物館協会（Obus-Museum Solingen e.V.）が所有する保存車両（5）が現存しており、2004年から2010年までは動態保存に加えて予備車として営業運転に投入される事もあったが、同年以降車体の損傷の発覚により運行を停止しており、2025年時点で修繕が行われている段階にある。
また、これらとは別に、ノルウェーのベルゲン（ベルゲン・トロリーバス）向けにも同型車両が3両製造されたが、こちらも2025年時点で現存しない。

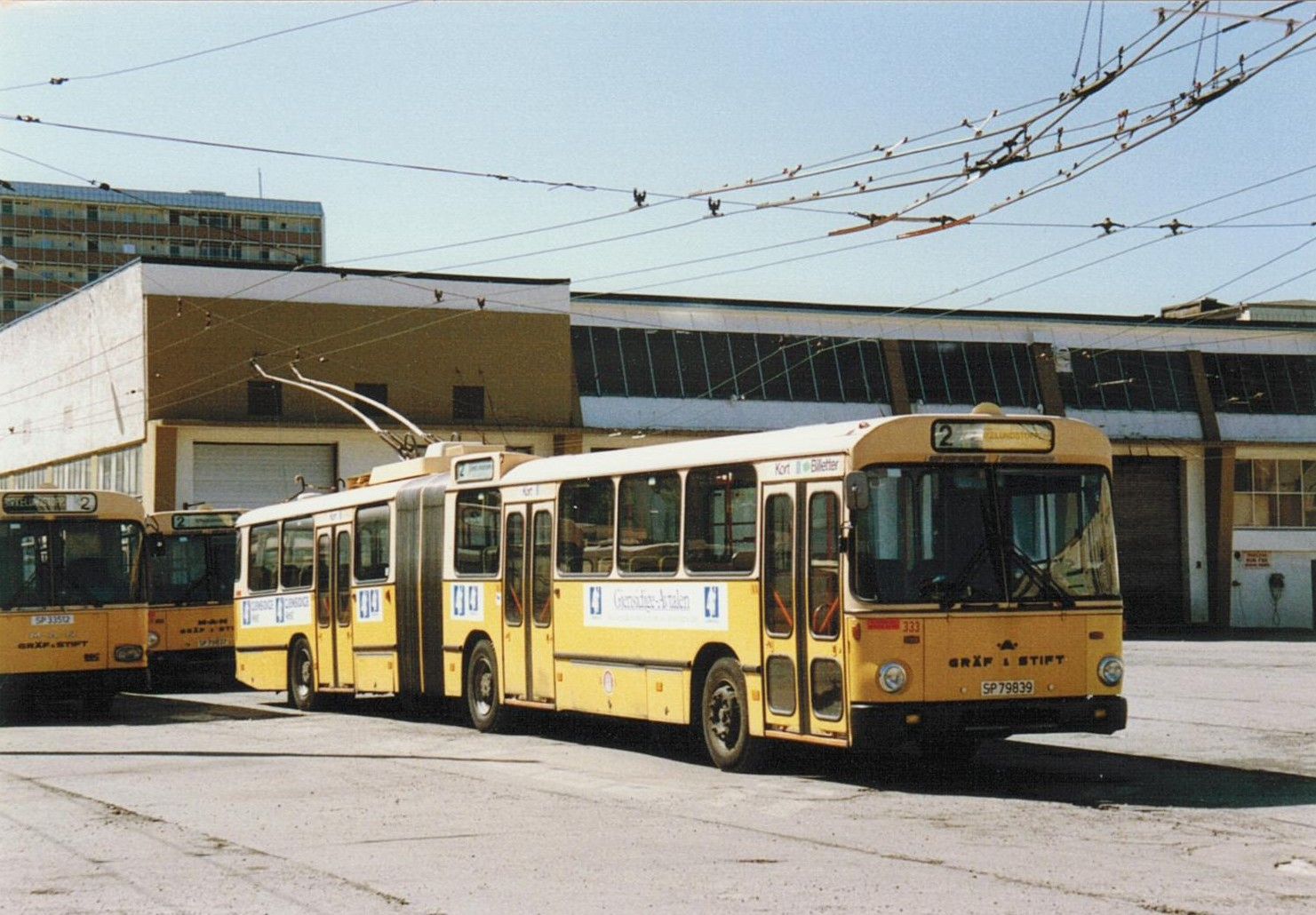
ベルゲンに導入された車両（333、1989年撮影）